# NGC 1058
NGC 1058 is een spiraalvormig sterrenstelsel in het sterrenbeeld Perseus. Het hemelobject ligt 27,4 miljoen lichtjaar (8,4 × 106 parsec) van de Aarde verwijderd. NGC 1058 is een van de sterrenstelsels uit de NGC 1023-groep, een cluster van 5 sterrenstelsels op ongeveer 20,3 miljoen lichtjaar afstand.

## Synoniemen
- UGC 2193
- PCG 10314
- CGCG 523-096
- MCG +06-07-001